# Xã Benton, Quận Douglas, Missouri
Xã Benton (tiếng Anh: Benton Township) là một xã thuộc quận Douglas, tiểu bang Missouri, Hoa Kỳ. Năm 2010, dân số của xã này là 4.308 người.